# Агаев, Акпер Саттар оглы
Акпер Саттар оглы Агаев (азерб. Əkbər Səttar oğlu Ağayev; 1919, Ордубад — 1944, Бухенвальд) — советский военнослужащий, один из лидеров антифашистской организации в концентрационном лагере Бухенвальд.

## Биография
Акпер Саттар оглы Агаев родился в 1919 году в городе Ордубад. Азербайджанец по национальности. С 1939 года начал службу в Красной Армии. В 1941 году стал членом ВКП(б). В этом же году был тяжело ранен в боях на Белорусском фронте и попал в плен. Летом 1942 года за антифашистскую пропаганду, которую он вёл среди военнопленных, и неоднократные попытки организации групповых побегов был отправлен в концентрационный лагерь Бухенвальд.
В лагере Агаев содержался под номером 7665 и был известен по прозвищу Иван Спорт. В Бухенвальде Агаев продолжил свою борьбу и за короткое время стал одним из активных членов и руководителей подпольной антифашистской организации. Один из членов этой организации Ю. Николашин в своих воспоминаниях писал, что Акпер не боялся смерти, потому что безграничная ненависть к фашистам, кипевшая в нем, была сильнее страха. В своей книге «Воспоминания о концлагере Бухенвальд» врач Г. Бойко в разделе под названием «Акпер» писал, что все наиболее ответственные и трудные задания поручались Агаеву. Он был членом «группы мщения», которая устраняла фашистских агентов и предателей.  Об Агаеве в 1945 году писали выжившие в концлагере заключенные. Они издали книгу, где Агаеву была посвящена целая страница. Голландский учёный-антифашист Лео Кладсор, вспоминая последние дни деятельности Агаева, писал:
Однажды предатель-хорват, служивший в СС, приказал Ивану снять с ремня советскую эмблему. Иван отказался. Эсэсовец пытался отнять ремень силой. Но Иван стал защищать то, что для всех нас было символом сопротивления. Ивана схватили и заперли в карцер. Мы знали, что Иван обречён на смерть. Одному из русских военнопленных удалось передать Ивану самодельный нож. Когда за ним пришли эсэсовцы, он с яростью кинулся на своих палачей. Все говорили, что одного он убил, а другого тяжело ранил. Акпер погиб. Но погиб, сражаясь, как подобает солдату.
За борьбу, которую Акпер Агаев вёл в лагере против фашистов и предателей, он был расстрелян 18 августа 1944 года.

## Память
Именем Акпера Агаева в Ордубадском районе были названы улица, средняя школа и колхоз. Поэма поэта А. Бабаева «За проволокой» (1964) повествует о героизме Агаева.